# Indoiranska språk
Indoiranska språk, en grupp språk tillhörande satemgrenen av indoeuropeiska språk. De flesta av dessa språk som idag talas i Indien härstammar från sanskrit. Av fornspråken finner man i den indoiranska språkgruppen pehlevi, avestiska, soghdianska, skytiska språk etc. Till de moderna iranska språken hör persiska, dari och kurdiska.

## Språkträd
- Indoeuropeiska språk
  - Indoiranska språk
    - Indoariska språk
      - Centrala
        - Bhilspråk
        - Domspråk
        - Gujarati
        - Khandesi
        - Punjabi
        - Rajasthani
        - Romani
        - Oklassificerade centrala indoariska språk
        - Västhindi

      - Östligt centrala indoariska språk
      - Östliga
        - Bengali
        - Assamese
        - Bihari
          - Maithili

        - Bishnupriya manipuri
        - Oriya
        - Oklassificerade östliga indoariska språk

      - Nordliga
        - Centralpahari
        - Östpahari
          - Nepali

        - Garhwali
        - Västpahari

      - Nordvästliga
        - Dardiska
        - Chitral
        - Kashmiri
        - Kohistani
        - Kunar
        - Shina
        - Lahnda
        - Sindhi
        - Nuristani
        - Singalesiska
          - Maldiviska

      - Sydliga
        - Konkani
        - Marathi
        - Oklassificerade sydliga indoariska språk

      - Oklassificerade indoariska språk

    - Iranska språk
      - Östiranska språk
        - Nordöstiranska språk
        - Skytiska (utdöd)
        - Sydöstiranska språk
          - Pashto

      - Västiranska språk
        - Nordvästiranska språk
          - Baluchiska
          - Kurdiska
            - Kurmanji
            - Sorani
            - Gorani
            - Feyli-kurdiska
            - Zazaki
            - Talysj

        - Sydvästiranska språk
          - Persiska/farsi